# 화대리 성강서사
화대리 성강서사는 대한민국 경상북도 포항시 북구 기계면 화대리 445에 있다. 2018년 10월 16일 포항시의 향토문화유산 제2018-03호로 지정되었다.

## 개요
화대리 성강서사는 임진왜란 당시 전공을 세워 경상도 병마절도사를 제수받고 제흥군에 봉해진 해장 고언백(?~1609)을 기리기 위해 건립되었다. 1851년 기계면 성계리에 건립된 후 대원군 때 훼철되어 1965년 현 위치에 복원하였다.
성강서사(星岡書社)는 고언백 장군을 추모하고 제사 지내는 곳으로 포항시 북구 기계면 화대리에 있다. 1851년 맨 처음 준공될 때에는 기계면 성계리에 있었으나 대원군(大院君)의 서원 철폐령에 따라 헐린 후 현지에 옮긴 것으로 현재의 성강서사의 건물은 고언백 장군의 12대 손이 1965년도에 세운 것으로 비(碑)는 1972년에 설립하였다. 이곳에는 임진왜란 때에 고언백 장군과 부장(副將)들의 행적을 적은 [남정세검록]이라는 책이 전해지고 있으며 경내에는 정면 4칸 측면 2칸의 8작 지붕의 형태를 하여 동제 서제등이 있다.고언백(高彦伯) 장군은 조선 중기의 무인으로 본관(本貫)은 제주이고 이름은 언백(彦伯) 자(字)는 국필(國弼)이라고 하였으며 호(號)는 제흥군(濟興君)이라 하였다. 그는 18살에 무과에 급제하여 처음 함경도의 수비를 맡은 북병사(北兵事) 장수가 되어 북방의 오랑캐들을 물리치는데 큰 공을 세워 선공감주부(繕工監主簿)라는 벼슬로 승진되었다.선조 25년 왜적의 대부대가 부산진에 상륙하여 동래성 좌수영 등을 차례로 점령할 때 경상도의 좌(左) 우(右) 병사들은 거의가 적의 풍문만 듣고 달아나기가 일수였다. 이때 고언백 장군은 순변사(巡邊使) 이일장군의 후임인 신립장군의 휘하에서 척후장(斥候將)이라는 직책을 맡아 있었으나 신립장군의 병졸들이 왜적들에게 처참히 참패를 당하였을 때 고언백 장군은 그 부대를 온전히 하여 후퇴하면서 중도에서 왜적의 머리 40여 두를 베었으며 자신도 많은 부상을 입었으나 부대를 정돈하여 그때 이미 한양을 버리고 피란한 임금의 뒤를 쫓아 평양에 이르러 복명하였다고 한다.또한 선조 임금께서는 조방장(助防將)이라는 직책을 주어 임진강을 수비의 목표로 삼고 대탄지방(지금의 경기도 연천군 영근면 전곡리)을 지키게 하였다. 그러나 임진강 수비선은 이에 앞서 방어가 뚫리어 왜적은 벌써 강을 건너 북진하였는데 임금은 아직도 모르고 방어에 임할 것을 발령하였던 것으로 그 명령은 실천에 이르지 못하였다. 그러자 적병이 대동강의 동편에 이르자 임금은 다시 평양을 버리고 서북으로 향하였다.고언백 장군은 평양수비의 총책임자인 좌의정 윤두수 도원수 김명원 평안도 순찰사 이원익의 명을 받아 장수 400여명으로 강을 건너 적진을 야간기습 공격하여 수백 명의 적을 쏘아 죽이고 적의 말을 300여 필이나 빼앗아왔다. 그해 임금께서는 승승장구하는 고장군에게 당상관(堂上官)으로 승진시키고 양주(楊洲)목사로 임명하여 능(陵)을 수호하도록 명령하시었다. 원래 양주에는 역대의 왕릉이 가장 많았던 곳으로 조상의 묘를 지키라는 분부와도 같았다. 그는 장수들을 모집하여 산꼭대기의 험한 곳에 웅거하면서 때때로 나가 소수정예의 군사를 잘 이용하여 대부대를 맞아 미리 적을 쳐서 죽이고 능들 사이에 복병을 하였다가 적을 쏘아 죽였으므로 임금께서 공로를 높이 치하였으며 그 외의 임진왜란 시 고언백 장군의 전적은 이루 다 말할 수 없을 만큼 많다고 한다.임진왜란이 끝나자 고언백 장군은 사직하고 돌아가 노모를 봉양하였으나 조정에서는 다시 경기도 방어사에 명하였다. 출처 : 경북도청 홈페이지>경북소개>경북의역사>경북을빛낸인물에서
<나라사랑 교육을 위한 새로운 문화유적 안내>
1. 문화유산명:성강서사(포항시 기계면 화대리) 2. 관련 인물:고언백 장군 3. 활동 내용
가. 조선 중기 무신으로 왜군의 대동강도하를 방어하기위한 왕성탄전투에서 전과를 거두고, 또 건원릉 태릉 강릉 등 능침보호. 이듬해 명군의 향도가되어 벽제관전투에서 공을 세움
        벽제관고지(사진은 첨부파일 참고)
나. 양주에 주둔하면서 평양으로 이어지는 길목을 차단할 수 있게 한 해유령전투와 한양탈환의 기점이 된 노원평전투에서 큰 공을 세워 경기좌도병마절도사가 됨
        해유령전승기공사적비(사진은 첨부파일 참고)
다. 경주, 영천, 울산, 안강전투에 출정하여 많은 전공을 세움. 해장실기는 고언백장군이 이천전투에서 왜군을 무찌른 내용으로 육군박물관에 소장되어 있음
        해장실기(사진은 첨부파일 참고)
라. 왜군 정벌의 공으로 선무공신 3등 제흥군에 봉해짐. 광해군이 왕위에 올라 임해군을 제거할 때, 임해군의 심복이라 하여 살해되고 공적 삭제. 반정 후 관작회복 병조판서에 추증
        선무공신교서(사진은 첨부파일 참고)
4. 의의: 행주대첩에 버금갈 만큼 노원평전투 등에서 대승을 거둔 고언백 장군을 향사하는<성강서사>가 포항시 기계면에 소재하고 있어, 인근 학교 등에서 애향심을 높일 수 있는
살아 있는 수업자료로 활용 가능
      성강서사(사진은 첨부파일 참고)
      기적비(사진은 첨부파일 참고)
5. 포항시 고시문 첨부
6. 주요참고문헌
  한국민족문화대백과사전
  문화원형백과
  두산백과
  임진란위훈록
  경주임란의사창의록
  경주향현록
출처:경상북도교육청정보마당이벤트(2019.02.14)
선조실록 41권, 선조 26년 8월 13일 갑오 12번째기사 1593년 명 만력(萬曆) 21년 도체찰사 유성룡이 경주의 위급한 상황 등을 보고하다 ~ 신이 명을 받고 급히 올라가다가 마침 도내(道內)에 이와 같은 적변(賊變)을 만나고 말았습니다. 도원수 이하 제장으로서 도내에 머물러 있는 자가 하나도 없고, 다만 좌병사(左兵使) 고언백(高彦伯)만이 경주에 주둔하고 있는데, 굶주리고 파리한 군사 수백 명을 거느리고 있을 뿐이니, 한창 기세를 떨치는 적을 방어할 가망이 없습니다. 경주의 위급함이 조석에 있는데 상도(上道) 제읍(諸邑)의 수령들은 모두 출참(出站)하여 돌아오지 않고 있습니다. 인민(人民)들은 기아에 허덕이고 전염병(傳染病)이 크게 기승을 부려 장정(壯丁)들이 거의 다 죽었고 살아남은 자들도 대부분 목숨이 겨우 붙어 있을 뿐이니, 비록 군병(軍兵)을 불러 모아 구원(救援)할 계획을 세우고자 하여도 방도가 없습니다. 출처 : 선조실록 41권
성강서사星岡書社 포항시 향토문화유산 유형 2018-3(2018.10.16.) 소재지 : 포항시 북구 기계면 화대길94번길 21 성강서사는 임진왜란 때 전공을 세워 제흥군에 봉해진 고언백장군을 향사하기 위해 철종 3년(1851) 유림이 성계리에 창건하였고 대원군 때 훼철되었다. 1965년 고영수가 유림들 여망에 따라 중건하였으며 기적비는 고현우가 류석우선생이 징비록에 근거하여 쓴 글로 세웠는데 전쟁박물관에 등록돼 있다. 장군은 임진왜란의 왕성탄전투, 벽제관전투, 해유령전투, 노원평전투 등에 전공을 세웠고, 특히 장군이 승리로 이끈 노원평전투는 전란사에 기록될 만큼 치열한 전투로 왜군이 한양도성에서 물러나게 하는 계기가 되었다. 『해장실기』는 장군이 왜군을 물리친 내용으로 육군박물관에 소장돼 있고 『남정세검록』은 장군과 부장의 행적을 쓴 것으로 성강서사에 보관돼 있다. 성강서사는 임진왜란으로 나라가 위기에 처하였을 때 온몸으로 나라를 지킨 장군의 용맹한 기상을 느끼고 업적에 감사할 수 있는 뜻깊은 건물이므로, 호국정신과 역사문화교육 장소로서 활용가치가 큰 소중한 지역문화유산이다.출처:열린포항제192호(2019.07.25)
제흥군해장고공기적비 지정 : 포항시 향토문화유산 유형 2018-3(2018.10.16.) 소재지 : 포항시 북구 기계면 화대길94번길 21 고언백장군의 행적을 기록한 비석이 성강사에 있었는데 성강사가 훼철될 때 이 비석도 뽑혀졌다. 성강서사로 개명해 중건할 때 이 비석을 찾지 못하자, 서애 후손인 한학자가 선조실록, 광해군일기, 징비록을 근거로 임진란의 역사적 사실에 덧붙여 억울한 최후와 적막한 신후를 후인들에게 알리는 내용으로 기적비문을 썼고, 경주․ 울산․ 포항의 유림이 중심이 되어 1972년에 기적비를 세웠다. 2017년 3월 전쟁기념관에서 장군을 추모하는 현양행사 때에도 이 기적비가 소개되었다. 비문의 원문 처음과 끝의 몇 줄을 소개하여 장군의 호국정신을 널리 알게 한다. 『大嶺之表洛水之左鷄林之南北粤昔穆陵朝龍蛇之變濟興君海藏高公所百戰殲倭之地也亦粤弓藏狗烹之餘其雲仍所避禍寓藏之地也鷄林治北二舍星岡之祠乃邦人所欽戀其巍功茂烈而享酻苾芬之地也』『枕戈七年轉鬪千里百戰靡挫諸將莫比蜚廉戮海返我初服像在雲臺身退鄕曲晩癖烟霞脫屣功名如何憸人壞我長城匪直公戚其奈邦憂深河不兢詎無所由南漢之辱孰執厥尤鷄林之原安康之達想公酣戰颯爽英姿星岡之陽載刻貞珉庶述功烈示我後人壬子流火節豊山后人柳奭佑謹撰』출처:열린포항제206호(2020.09.24)
선조실록과 연려실기술을 보면 임진왜란 때 평양 탈환 등의 전공을 세워 제흥군으로 봉해졌던 무관 고언백은 상중임에도 불구하고 추국청에 불려왔다. 임진왜란이 나던 해 4월 충주에서 신립 휘하 장수로 싸운 것을 비롯하여, 5월 임진강에서 도원수 김명원 휘하 장수로 싸운 일 등 자신이 257회에 걸쳐 왜적과 싸운 전력을 통해 고언백은 자신의 충성심을 증명해야 했다. 기해년(1599. 선조 32), 경기방어사가 되었을 때 임해군에게 한번 가서 인사를 했는데, 그 뒤 임해군이 사람을 보내 자신에게 환도를 구해달라고 했지만 부탁을 들어주지 않자, 이 일 때문에 임해군이 무척 화를 냈기 때문에 다시 만날 일이 없었고 친할 리도 없었다며 결백을 주장했다. 그러나 어떤 임해군의 종이 1607년 10월 잔치 때 고언백이 참석했다고 진술했고, 이에 따라 고언백은 곤장, 압슬을 받던 중 이로부터 한 달 남짓 뒤인 3월 28일에 물고를 당했다. 이렇게 억울한 죽음 당한 고언백은 나중에 복권이 되지만, 전쟁 영웅의 끝은 허망한 죽음이라서 안타깝다. 출처: 임진왜란을 연구하는 모임
기계면 화대리 구석기유적은 ‘성강서사’가 있는 하안단구 일대에 위치한다, 이곳은 주위보다 약 4~5m이상 하안단구로 홍적세 층이 발달되어 있다. 이곳에서도 지표면에서 박편석기가 채집되었다. 출처:포항시사( 2014.06.25)-포항시청
-포항시에서 설치한 성강서사(星岡書社) 안내문 소개 - 포항시 향토문화유산 유형 2018-3 소재지 : 포항시 북구 기계면 화대길94번길 21 성강서사는 임진왜란의 전공으로 선무공신 3등 제흥군(濟興君)에 봉해진 해장(海藏) 고언백(高彦伯)장군을 향사(享祀)하기 위해 1851년 기계면 성계리에 유림들이 창건하였고, 대원군 때 훼철되었다. 1965년 고영수(高暎秀, 12세손)는 뜻깊은 사람으로 유림들과 문중에 통지 의논하여 현 위치에, 그들의 도움으로 중건하였고, 고현우(高炫佑, 13세손)는 풍산 류석우 선생의 글로 기적비를 세웠다. 전체적인 배치는 외삼문인 경덕문, 강당인 충의당, 사당인 충의사를 동일 축선상에 안배한 후 강당의 전면 좌우에는 동재와 전사청을 두었으며 우측 담장 밖에는 비각을 두었다. 고언백장군은 조선시대 무신으로 본관은 제주이다. 교동의 향리로 무과에 급제하여 경기도방어사 경상좌도병마절도사를 하였다. 임진왜란 당시 왕성탄전투, 벽제관전투, 해유령전투, 노원평전투, 울산, 경주, 영천, 안강전투 등 많은 전투에 나가서 전공을 세웠다. 특히 노원평전투는 장군이 승리로 이끈 임란왜란 전란사에 기록될 만큼 유명하고 치열한 전투로, 왜군이 한양도성에서 물러나게 하는 계기가 되었다. 또한 승병장 사명대사 유정군과 합세하여 가토기요마사군의 선봉부대를 섬멸시키는 전과도 올렸다. 『해장실기』는 고언백장군이 이천전투에서 왜군을 무찌른 내용으로 육군사관학교 육군박물관에 소장되어 있다. 1608년 광해군이 즉위한 뒤 임해군을 제거할 때 임해군의 심복이라는 이유로 살해되고 공적이 삭제되었으나, 인조반정 이후 관작이 회복되고 병조판서에 추증되었다. 성강서사는 임진왜란으로 나라가 위기에 처하였을 때에 온몸으로 나라를 지킨 고언백장군의 용맹한 기상을 느끼고 업적에 감사할 수 있는 뜻깊은 건물이므로, 호국정신과 역사문화교육 장소로서 활용가치가 큰 소중한 지역문화유산이다. 탑재:제흥군15세손초등학교교사
유교 문화 유적 구글 어스 좌표(2019.11.27.)에 소개된 성강서사: 포항시 북구 기계면, 고언백 <P122> (클릭) _1958년 중건
고언백장군은 양주목사가 되어 수락산. 노원, 누원 일대에서 왜군을 토벌하였으며, 벽제관전투, 노원평전투와 명나라 군사를 도와 한양탈환에 공을 세우고 경상좌도병마절도사가 되었다. 불암산성을 다시 축조하고 태 강릉을 비롯한 한양 동북부의 왕릉을 잘 보호하여 당상관에 오르고 가선대부가 되었다. 그리고 경주, 울산, 포항, 안강전투에 참여하기도 하였으며, 정유재란 때는 경기도방어사가 되어 전공을 크게 세웠다. 전쟁이 끝난 후 선조 37년 선무공신 3등에 책록되고, 효충장의의 공신호를 받았으며 제흥군에 봉해졌다.
-2021.01.01.제흥군고언백장군후원회대표
기암괴석으로 유명한 불암산은선시대 무신인 고언백을 중심으로 임진왜란 때 대승을 거둔 노원평 전투의 중심지이기도 하다. 임란 당시 양주목사를 지낸 고언백이 노원지역에서 치른 전투 중 가장 중요한 것은 1593년 3월 25일에서 27일까지 3일간 이어진 노원평 전투다. 당시 고언백은 승장 사명대사군과 합세하여 가등청정의 선봉부대를 섬멸하는 전과를 올렸다. 이 전투에서 화살을 맞은 왜적의 수가 행주대첩의 피해에 못지않았다는 얘기까지 전해지지만 지금은 현지 주민들도 이를 모르는 경우가 적지 않다. 노원평 전투는 노원구를 중심으로 의정부 입구에서부터 중랑천의 한강 합류 지점까지의 마들평야를 무대로 펼쳐졌는데 중심은 불암산이었다. 1593년 2월 행주대첩에서 패한 왜군 5만은 한성에 집결했는데 식량과 보급품을 구하기 위해 양주 지역으로 대규모 수송작전을 벌였다. 이런 첩보를 입수한 고언백 등은 관군 2000명과 의병, 승병 등 군사 3000명을 매복시켜 수많은 적을 사살하는 전과를 세웠다고 한다. 불암산성이 근거지였지만 노원평야 우관동(우이동) 누원(호원동) 두협천(중랑천 상류 주변) 등 곳곳에서 매복해 왜군을 섬멸했다. 노원평 전투의 승리는 왜군을 한양에서 물러나게 하는 계기가 됐고 인근 왕릉인 태릉과 강릉이 보호받는 데에도 결정적인 역할을 담당했다. [출처]고언백의 노원평전투를 아시나요
해장실기(海藏實記)를 확실히 알고 소개하기 위해 지식백과에 찾아보니 소장처는 육군사관학교 육군박물관으로 되어 있고 “이 책은 양주 목사 고언백이 임진왜란 대 이천(利川) 싸움에서 왜병을 물리친 내용을 쓴 실기입니 고언백은 세계도에 의하면 제주 고씨의 시조인 고을라(高乙那)의 68대손이다입니 사실과 일고(逸稿), 추실(추實)이 실려있고, 부록에 전(傳), 행록, 행장등이 실려있다.습니 책은 완자문으로 된 표지에 5묶음을 붉은색 실로 제본했다.”로 되어 있었습니다. [제흥군16세손탑재]
선조실록과 연려실기술 권17에 보면 임진왜란 당시 불암산성에서 조선의 관군과 승병이 유격전을 벌이면서 일본군을 물리친 기록이 있다. 선조 25년 8월 8일에 양주목사 고언백은 경성의 왜군이 경성 밖 동소문에서 3진으로 나누어 때때로 양주지방을 분탕질하는 까닭에 나가 복병을 두어 다소 사로잡았다. 노원평전투는 임진왜란 전란사에서 승전을 기록한 유명한 전투 가운데 하나로 평가되고 있다. 노원평전투는 불암산성에서 전투한 것이 아니라 불암산성을 근거지로 하여 노원평야 우관동 누원 두험천 주변에 군사를 매복하여 왜군을 소탕한 것이었다. 특히 노원평전투는 1593년 3월 25일부터 27일까지 진행되었다. 당시 상황을 보면 평안도지역으로 갔던 고니시 유끼나가 군이 평양성전투에서 참패한 후 한성에 집결하였다. 또 함경도지역으로 갔던 가토 기요마사 군도 함경도에서 철수하여 서울에 집결하여 있었으며, 우키다 히데이에 군은 1593년 2월 12일 행주대첩에서 대패하고 한성에 들어와 정비 중에 있었다. 이렇게 5만 여명의 왜군이 한성에 집결하자 식량과 보급품이 부족하게 되었고, 이를 확보하기 위하여 왜군들은 양주지역으로 대규모 보급품 수송작전을 수행하게 되었다. 이러한 첩보를 입수한 삼도방어사 이시언 평안좌방어사 정희립 경기방어사 고언백 평안조방장 박명현 조전장 박진남 등은 3월 25일 저녁에 노원평과 삼각산 아래 우관동 등지에 군사를 먼저 보내 매복하게 하였다. 26일 해뜨기 전에 군사를 이끌고 누원 냉정현에 나아가 매복하였다가 한성에 있던 수를 알 수 없는 왜적이 노원 우관동에 나타나니 여러 장수들이 거느린 군사와 먼저 매복해 있던 군사가 좌우에서 서로 응하여 돌격하고자 할 때 도원수군 순변사 이빈의 군사와 승장 유정의 군사가 이어 이르러 합세하여 공격하니 화살이 빗살과 같이 쏟아지니 왜적은 궤멸하여 패퇴하였다. 이렇게 임진왜란 당시 불암산성을 기지로 하여 유격전을 펼치면서 왜군을 섬멸한 노원평전투는 왜군을 하루 빨리 한양도성에서 물러나게 하는 계기가 되었으며, 이러한 노원평전투의 중심인물은 고언백이었다. 그후 앞에서 보았듯이 양주목사가 되어 수락산 노원 누원 일대에서 왜군을 토벌하였으며, 벽제관전투 노원평전투와 명나라 군사를 도와 한양탈환에 공을 세우고 경상좌도병마절도사가 되었다. 불암산성을 다시 축조하고 당상관에 오르고 가선대부가 되었다. 그리고 경주 울산 포항 안강전투에 참여하기도 하였으며, 정유재란 때는 경기도방어사가 되어 전공을 크게 세웠다. 전쟁이 끝난 후 선조 37년 선무공신 3등에 책록되고, 효충장의의 공신호를 받았으며, 제흥군에 봉해졌다. [제흥군16세손탑재] 출처 :임란공신충의 선양회
2018.05.07. 4학년 손승재 학생이언백 장군이 노원평 전투에서 세웠던 산성이라면서 “불암산성의 사진”과 같이 “고언백 장군에 대하여”라는 제목으로 올린 글인데, 초등학교 학생이 간단명료하게 소개한 것이 인상이 깊어 성강서사 관리대표로서 탑합니다. 학생의 글 내용 전문-고언백 장군은 조선시대 무신으로 임진왜란 때 대규모로 왜군을 물리친 공을 인정받아 양주목사가 되었습니다. 고언백의 가장 중요한 전투는 1593년 치러진 노원평 전투로서 임진전란사에 기록될 만큼 유명하고 치열했습니다. 또 태릉방어에도 공을 세워 경기도방어사로 승진하였습니다. 이후에도 한양 탈환전에서 명나라 군사의 길잡이 역할을 하기도 하였습니다. 1597년 정유재란 때 전공을 세워 왜군이 물러간 후 1604년 선무공신 3등으로 제흥군에 봉해졌습니다. 1608년 광해군이 왕위에 올라 임해군을 제거할 때 그의 심복이라 하여 곤장을 맞아 사망하였습니다. 후에 선무공신으로 관작이 회복되었으며, 병조판서로 추증되었습니다. 저는 이런 고언백 장군을 세상에 알려야겠다고 생각했습니다. 그래서 세상에 잘 알려졌으면 좋겠습니다. 출처:고언백 장군에 대하여(손승재) (천문교육카페 - 우주로의 여행)
우리 옛것을 찾아가는 사람들 카페에 경상도지역(기계) 스크랩 성강서사 고언백장군 사진을 올려주신 운영자 이미르님 감사합니다. 잘 보았습니다. [제흥군16세손탑재]
화대리 성강서사는 임진왜란 당시 전공을 세워 경상도 병마절도사를 제수 받고 제흥군에 봉해진 해장(海藏) 고언백(高彦伯 ?~1609)을 기리기 위해 건립되었다.
고언백은 조선 중기 무신으로 왜군의 대동강 도하를 방어하기 위한 왕성탄전투에서 전과를 거두고, 또 건원릉, 태릉, 강릉, 등 능침을 보호하였으며 이듬해 명군의 향도가 되어 벽제관전투에서 공을 세웠다. 양주에 주둔하면서 평양으로 이어지는 길목을 차단할 수 있게 한 해유령전투와 한양탈환의 기점이 된 노원평전투에서 큰 공을 세워 경기좌도병마절도사가 된 고언백은 경주, 영천, 울산, 안강전투에 출정하여 많은 전공을 세웠다. 왜군 정벌의 공으로 선무공신 3등 제흥군에 봉해졌다 광해군이 왕위에 올라 임해군을 제거할 때, 임해군의 심복이라 하여 살해되고 공적 삭제되었다가 반정 후 관작회복 병조판서에 추증되었다.
행주대첩에 버금갈 만한 노원평전투 등에서 대승을 거둔 고언백 장군을 향사하는<성강서사>는 1851년 기계면 성계리에 건립된 후 대원군 때 훼철되었다 1965년 현 위치에 복원하였다. <포항역사문화가이드U-Line아카이브기계면성강서사>
성강서사(星岡書社)
임진왜란 노원평전투를 대승으로 이끈 장군
화대리 성강서사는 임진왜란 당시 전공을 세워 경상도 병마절도사를 제수받고 제흥군에
봉해진 해장(海藏) 고언백(高彦伯 ?~1609)을 기리기 위해 건립되었다. 고언백은 조선 중기 무신으로 왜군의 대동강 도하를 방어하기 위한 왕성탄전투에서 전과를 거두었다. 건원릉, 태릉,강릉 등 능침을 보호하였으며 이듬해 명군의 향도가 되어 벽제관전투를 공을 세웠다. 양주에 주둔하면서 평양으로 이어지는 길목을 차단할 수 있게 한 해유령전투와 한양탈환의 기점이 된 노원평전투에서 큰 공을 세워 경기좌도병마절도사가 된 고언백은 경주, 영천, 울산, 안강전투에 출정하여 많은 공을 세웠다. 왜군 정벌의 공으로 선무공신 3등 제흥군에 봉해졌다. 광해군이 왕위에 올라 임해군을 제거할 때, 임해군의 심복이라 하여 살해되고 공적도 삭제되었다. 인조 반정 후 관작이 회복 되어 병조판서에 추증되었다. 행주대첩에 버금갈 만한 노원평전투 등에서 대승을 거둔 고언백 장군을 향사하는 〈성강서사〉는 1851년 기계면 성계리에 건립된 후 대원군 때 훼철되었다. 1965년 현 위치에 복원하였다.
성강서사 사진설명 : 포항시 북구 기계면 화대리445 포항시의 향토문화유산 제2018-03호
출처:포항의 공간•시간•인간(포항시청2020.2)
우리 고장의 文化財-화대리 성강서사(禾垈理星岡書社)
성강서사는 임진왜란때 전공을 세워 제흥군에 봉해진 고언백장을 향사하기 위해 철종3년(1851) 유림이 성계리에 창건하였고, 대원군E때훼되었다.
1965년 고영수가 유림들 여망에 따라 중건하였으며 기적비는 고현우가 류석우 선생이 징비록에 근거하여 쓴 글로 세웠는데 전쟁박물관에 등록돼 있다.
장군은 임진왜란의 왕성탄전투, 벽제관전투, 해유령전투, 노원평전투 등에 전공을 세웠고, 특히 장군이 승리로 이끈 노원평전투는 전란사에 기록될 만큼 치열한 전투로 왜군이 한양도성에서 물러나게 하는 계기가 되었다. 『해장실기』는 장군이 왜군을 물리친 내용으로 육군박물관에 소장돼 있고 『남정세검록』은 장군과 부장의 행적을 쓴 것으로 성강서사에 보관돼 있다.
성강서사는 임진왜란으로 나라가 위기에 처했을 때에 온몸으로 나라를 지킨 장군의 용맹한 기상을 느끼고 업적에 감사할 수 있는 뜻깊은 건물이므로 호국정신과 역사문화교육 장소로서 활용가치가 높은 문화유산이다.(출처:2020.포항시문화예술과편집제작)
징비록 권2
97쪽 당시 삼도의 순찰사 세 명은 모두 문인 출신으로서 병무에 익숙하지 않았다. 군사들의 수는 비록 많았지만 명령이 통일되지 않았으며, 또 험준한 지형만 믿고 제대로 방비하지 않았으니, 진실로 옛사람이 '행군하는 것이 마치 봄나들이 가는 것과 같으니 어찌 패하지 않겠는가?'라고 말한 그대로였다. 우리 군대가 버리고 온 수많은 군수품과 장비들이 길을 가득 메워 사람이 다닐 수 없을 정도였다. 왜군은 그것들을 모아 모두 불살랐다.
114쪽 "지금의 상황은 예전에 한양에 있을 때와 다릅니다. 한양에서는 군사와 백성들이 무너져서 비록 도성을 지키고자 하여도 어찌할 수가 없었습니다. 그러나 이곳 평양성은 앞에 강물이 가로막고 있으며 민심도 매우 굳건합니다. 또 중국과 가까우니 며칠만 굳게 지키고 있으면 명나라 군대가 반드시 와서 구원해줄 것이니, 그들의 힘을 빌려 왜군을 물리칠 수 있을 것입니다.
116쪽 조정의 신하 가족들이 대부분 함경도롤 피난을 가 있습니다. 이 때문에 저들은 자신들에게 이로운 점을 따져 모두 함경도로 가는 것이 좋다고 말하는 것입니다.
140쪽 임진왜란은 동아시아 3국인 한중일만의 전투는 아니었다. 임진왜란 역시 동아시아를 둘러싼 아시아는 물론 유럽인까지 포함된 전쟁이었다는 점에서 새로운 의미를 찾을 수 있다.
147쪽 역사적으로 확인되는 친분 관계는 류성룡과 이순신의 관계뿐이다.
151쪽 이순신과 원균은 첫 만남부터 드라마틱했다. 이순신은 녹둔도 전투 후 백의종군한 상태에서 우화별장이란 미간말직으로 시전 부락 전투에 참여했고, 원균은 종 3품 종성 부사라는 어엿한 지휘관으로 전투에 참여했다.
164쪽 "농사일에 관해서는 반드시 노비에게 물어야 한다는 옛사람이 말하지 않았습니까? 그내는 서생이니 전쟁터에 나서는 것은 결코 그래개 능히 할 수 있는 일이 아닙니다. 그곳에 있는 양주 목사 고언백이라는 자가 용맹하고 전쟁에 능하니, 그대는 단지 군사를 모아서 고언백이 지휘할 수 있도록 해준다면 충분히 공을 세우는 것입니다. 그러니 부디 직접 군대를 지휘하려 하지 마십시오."[출처]류성룡<징비록>|작성자책놀이터
고언백의 용맹에 대한 당대의 평가들
- 이시언, 김응서, 고언백, 이광악은 크고 작은 싸움을 백여 차례나 치르는 동안에 일찍이 좌절한 적이 없었고, 한마의 노고와 참획한 것이 많기로 항상 여러 장수의 선두가 되었다.  (백사집)
- 본국의 여러 장수 이빈, 고언백, 홍계남, 선거이 등도 범이나 표범이 산속에 있는 듯한 위세를 힘입어 패잔한 군졸들을 거두어 의령ㆍ울산ㆍ경주 사이에서 각기 지키면서 날마다 혈전을 벌였습니다.  (서애집)
- “그대는 서생으로서 전쟁터에 임하여 돌격하는 것은 그대의 장기가 아니다. 부하인 양주 목사 고언백이란 자가 용감히 싸움을 잘하므로 그대는 다만 군병만 수습하고 실제 전투는 고언백이 하는 것이 옳을 것이오.” (서애집)
- 우리 나라 군사 중에 중국군과 협력하여 기각의 형세를 이룰 자는 다만 권율ㆍ고언백 등 몇 사람이 있을 뿐입니다.
선조 26년 계사(1593) 2월 11일
- 그러나 현재 적의 기세는 결코 우리 나라의 병력만 가지고 감당하기는 어렵습니다. 박진ㆍ고언백ㆍ이시언 등이 아무리 명장이라고 하나 그들이 거느리고 있는 병력이 몇백 명도 채 되지 못하니,
선조 26년 계사(1593) 5월 27일(경진)
- 우리나라에 흥복의 조짐이 여섯 가지가 있으니...
..육전에 김응서ㆍ고언백ㆍ홍계남 등의 용맹한 장군이 있는 것이 그 여섯 번째입니다.”  (약포집)
[출처](임진왜란) 조선군 육지의 맹장 3편 [고언백]
영원히 잊지 말아야 할 사실들
고언백은 충주전투에서 신립의 척후장이 되어 적을 여럿 죽였고, 해유령 전투에서도 선봉에서 싸웠다. 평양에서는 한밤중에 대동강 능라도에 주둔한 왜적을 기습하여 1천여 명을 격파하였다. 양주 목사로 임명되자 왜적에게 투항한 백성 6천여 명과 승려를 불러 모아 왜적을 일곱 번이나 물리쳤다. 선조가 “평안도가 지금까지 보존된 것은 고언백 장군의 공이다”고 칭송할 정도였다.
경상도 방어사로 부임한 고언백은 함안에서 싸웠고, 경상병사가 되어 가토 기요마사가 지키는 울산성을 공격하는 등 임진왜란 때 257번이나 싸웠던 맹장이자 지장이었다. 전쟁이 끝난 뒤 선무공신 3등에 책록되고 제흥군에 봉해졌던 고언백의 최후도 비참하다. 1608년 광해군이 왕위에 올라 임해군을 제거할 때, 임해군의 심복이라 하여 살해되었던 것이다.
해유령 전투는 육전에서 관군이 거둔 첫 승리였다는 점, 평양으로 이어지는 길목을 차단할 수 있었던 계기를 만련한 점에서 주목해야 할 전투이다. 해유령에서 첫 승리를 거두고도 억울한 죽음을 맞은 신각 장군은 물론 장군의 뒤를 이어 흩어진 민심을 모으고 군사를 독려하여 양주와 경기도를 굳건히 지킨 고언백 장군도 기억해야할 것이다. 무엇보다 국난을 당하자 분연히 떨쳐 일어선 양주를 비롯한 경기도의 이름 없는 무사와 승군들의 존재도 반드시 기억해야 할 것이다.
[김처](홍재연구소)
권율 황진은 이치에서 고장을 지켰으며
정기룡 고언백은 좌도에서 고장을 사수했노라
선거이 이복남은 전라도에서 적과 맞섰으며
김응서 성윤문은 벽방의 고장을 지켰노라

숭정대부공(崇政大夫公) 휘(譯) 언백(彦伯)將軍
고을나왕의 68세손이며 중시조 휘 말로 23세손이며 문충공 휘 경 13세손이고 봉익대부 개성윤공(奉翊大夫 開城尹公) 유량 (有良)의 9세손이며 용인(龍憐)의 8세손 이고, 의정부좌찬성(議政府左贊成) 경두(擊斗)의 아들이다.
임진왜란 때 경상좌도병마절도사를 지낸 무신.
고언백(高彦伯)[?∼ 1608]은 강화도 교동에서 세거한 집안의 후손으로 추정된다.
임진왜란 때 양주 목사(楊州救使)가 되어 여러 능침(陸寢)을 지킨 무신으로 알 려져 있다.
본관은 제주(濟州), 자는 국펼(國弼), 호는 해장(海藏)과 니남(尼南)이다.
18세에 무과(武科)에 급제(及弟)하여 종사관(從事官)이 되었다. 선조조(宣祖朝)에 정성만호(춤成萬戶) 선공감주부(睡工藍主博)를 지냈다. 임진왜란(王辰優亂) 때 척후장(투候將)으로 경상도, 경기, 양주, 연전의 전투에서 전공(戰功)을 세웠다. 평양행재소(平壞行在所)의 명령으로 5월에 조방장(助防將), 6월에 평안도 좌별장(쭈安道左別將), 평안야격대장(平安夜擊大將)이 되어 대동강(大同江)의 부진(眼陣)을 격파하였고 7월에 경성에 돌아와 양주목사겸 경기방어사(楊州收使暴京鍵防響使)가 되었다- 그후 9월에 가선(嘉善)과 가의대부(嘉義大夫)를 제수 받았다.
계사(쫓B)년 가을에 경상좌도병마절도사(慶尙左道兵馬節度使)에서 정남대장 (狂南大將) 겸 수군대장(水軍大將)이 되어 성주, 의령, 사전, 경주, 울산등지에 서 많은 왜적을 무찔렀다.
갑진(甲辰)6월에 효충장의선무공신(效忠仗義協力 宣武功臣)으로 제흥군(濟興君)의 몽 함을 받았고 왕으로부터
범검(凡劍) 금병(鎬합)을 받았다. 선조(宣祖)37년 녹훈 도감(錄勳都藍)은 이순신, 권율, 원균, 고언백(高彦伯)의 네 장사(將師)만이 왜 적(優願)을 정멸한 장수라고 임금에게 아뢰었다. 남정세검록(南狂洗劍錄)에 실려 있다.
고언백은 강학 교동사람으로 향리(椰更)로 무과에 올랐고, 궁마를 잘 다루고 적을 만나면 몸을 돌보지 않고 싸웠으며, 특히 지형지물을 이용한 복병전(代兵戰)에 능하였다. 임진왜란 때 많은 무공(武功)을 세웠는데 특히 검암산I구릉산] 서쪽에 두 개의 보루(뚫壘)를 쌓고 전투하면서 왕릉(王陸)을 지커는 큰 공을 세웠다.
1592년(선조 25) 임진왜란이 일어나자 7월 양주에서 군사를 모아 적군을 칠 것을 자정하였다. 선조가 이전의 전공을 인정하여 특별히 당상관으로 올려 양 주 목사에 임명하여 능침을 보호하라고 명하였다. 고언백은 장사(밤士)를 모집 하여 산콕대기의 험한 곳에 모여 굳게 지커면서 적을 피하고 기회를 엿보아 기습적으로 적군을 공격하였으며, 항상 여러 능(陸)에 군사를 잠복시걱 왜적을 죽이고 능침을 지켰다. 8월 왜적 600여 명이 토원(훨院)[경기도 퇴계원] 지역 의 가옥을 불태우자 그가 진격하여 적 62명의 수급을 거두었고, 12월 태릉(泰 隆)과 강릉(康陸)에서 왜적 24명을 죽이고 왕릉을 지켰으며, 그 공으로 12월 가의대부(嘉義大夫)가 가자(加資)되고 양주 목사 겸 경기 방어사로 임명되었다. 1593년(선조 26) 1월 창릉(昌陸)[예종 부부 능l 근처에서 매복하였다가 왜적과 싸웠고, 6월 양주 지방에서 왜적을 차단 살육하여 42과를 참획하였으며, 고양지방 여석령(觸石鎭)에 복병을 배치하여 왜적을 살육하여 87과의 수급을 참획 하였다. 257회의 전투에서 승리를 하였다.
1593년 명나라 군사를 도와 서울 탈환에 공을 세우고 경상 좌도 병마절도사가 되어 1596년(선조 29) 9월까지 근무하였다. 정유재란이 수습되고 나서 1604년 (선조 37) 6월 선무공신(宣武功臣)에 봉해졌다.
1608년(광해군 즉위) 광해군이 왕위에 올라 임해군을 제거할 때, 제포되어 추국(推轉)중 장형(杖刑)으로
사망하였다.
학문과 저술
고언백이 임진왜란 때 이천(利川) 싸움에서 왜병을 물리친 내용을 기록한 해장실기(海藏實記)」가 있다. 현재 육군 사관학교 육군 박물관에 소장되어 있으며 . 사실과 일고(逸稿), 추실(추實)이 실려있고, 부록에 전(傳), 행록, 행장등이 실려있다.습니 책은 완자문으로 된 표지에 5묶음을 붉은색 실로 제본했다.”로 되어 있었다
상훈과 추모
고언백은 1604년(선조 37) 선무공신(宣武功톰) 3등에 책록되었고, 제흥군(濟興 君)에 봉해졌다.
주요 관직을 요약하면 다음과 같다.
*무과급제(武科及弟)-18세
*군관(軍官)
*북병사군관(北兵使軍官)
*평안병사군관(平安兵使軍官)
*변장(邊將)
*선공감주부(睡工藍主鐘)
*정성만호(춤城萬戶)-종6품
*임란시 척후장(투候將)
*조방장(助防將)
*평안도좌별장 (平安道左別將)
*평양야격대장(平壞夜擊大將)
*가선대부(嘉善大夫)
*가의대부(嘉義大夫(종2품)
*양주목사(楊州收使)-정3품
*경기방어사(京鍵防響使)
*한성방어사(漢城防響使)
*영원군수(寧遠那守)
*함경도 북병사(北兵事
*경상좌도병마사(慶尙左道兵馬使
*동지중추부사(同知中樞府事)
*특가정남대장(特加狂南大將)
*경상좌도병마절도사(慶尙左道兵馬節度使)
*경상방어사수군대장(慶尙防細使水軍大將)
*녹훈효총장의 선무공신 3등(錄勳效忠校義 宣武功톰3等)
*가의대부(嘉義大夫(종2품)
*판의금부사(判義禁府事)
*자헌대부(資憲大夫)
*저l흥군(濟興君)
*體숭정대부(崇政大夫)(종 1품)
*병조판서(兵曺判書)(정 2품)
*판의금부사오위도총부도총관(判義禁府事五衛都擔、府都擔管)
성강서사(星關書洞) 제흥군(濟興君) 고언백(高彦伯)
배향(配享) : 제흥군(濟興君) 고언백(高彦伯)
제일(察日) : 음(陰) 3월 中丁(중정)
성강서사(星岡書社)는 고언백 장군을 추모하고 제사 지내는 곳으로 포항시 북구 기계면 화대리에 있다.
1851년 맨 처음 준공될 때에는 기계면 성계리에 있었으나 대원군(大院君)의 서원 철폐령에 따라 헐린 후 현지에
옮긴 것으로 현재의 성강서사의 건물은 고언백 장군의 12대 손이 1965년도에 세운 것으로 비(碑)는 1972년에
설립하였다.
[출처] 숭정대부공(崇政大夫公) 휘(譯) 언백(彦伯)將軍|작성자 돌하나 나무둘